# やさぐれぱんだ
『やさぐれぱんだ』は山賊による日本の漫画作品。漫画サイト「山賊UNDERGROUND」で掲載され、話題を呼んだ。

## 概要
- 2005年アーティストハウスから『やさぐれぱんだ』『やさぐれぱんだ ふたたび』『やさぐれぱんださん』の3冊が出版されていたが、諸事情により絶版。2007年、小学館より再編集された文庫版2巻が発売された。
- 2007年、堺雅人（青年）・生瀬勝久（ぱんだの声）・堀部圭亮（脚本・監督）を迎えデックスエンタテインメントにより映像化される。同年10月、映像化第2弾の制作が発表され、2008年3月19日、＜金盤＞＜銀盤＞が発売された。
- 2008年3月より、小学館『ビッグコミックスペリオール』（小学館）にて連載されている。『スペリオール』掲載分は文庫版と新書版の2形態で発売される。
- 2010年12月、ベッキー・生瀬勝久（ぱんだの声）・堀部圭亮（脚本・監督）を迎えポニーキャニオンにより映像化第3弾の制作が発表される。2011年2月25日、＜笹盤＞＜竹盤＞が発売。
- 2018年4月、ストレイテナーのドラマーであるナカヤマシンペイが、Twitterで「山賊」は自分の別名義であったと公表している（連載中は公表されていなかった）[1][2]。2020年に新たにTwitterアカウントを取得し、山賊名義での活動を再開している[3]。

## キャラクター
やさぐれぱんだ
目の周囲の模様が三角形になっているジャイアントパンダ。名前の通りやさぐれていて、山賊に対しては横柄な態度を取ることが多いが、純情な一面もある。
人気者になりたいらしく、しばしば他作家による著名なキャラクターの真似をしようとして山賊に制止される。
パンダなのに笹を食べない。
身体の模様を変えることができる。
山賊（青年）
作者。目が隠れるほどの長髪とTシャツ姿がトレードマーク。
ぱんだの言動に振り回されることが多いが、その実いいコンビ。
文庫第3巻のおまけで「恥ずかしくなった」という理由により「ただの青年」への設定変更が宣言されたが、その直後に収録されている漫画で漫画家としての立場から発言しており、設定変更が徹底されていない。
実写版では服装が異なり、名前も作者という設定も明言されていない。
ナマズ大先生
アルビノのナマズ。地震を予知する、狸に変身の術を教えたことがある、など不思議な力を持っているらしい。
ペンギン
氷に乗って南極から漂流してきた。初登場は「やさぐれぱんだとペンギン」。

## 単行本
小学館文庫
- やさぐれぱんだ1 ISBN 978-4-09-408207-4
- やさぐれぱんだ2 ISBN 978-4-09-408215-9
- やさぐれぱんだとペンギン ISBN 978-4-09-408292-0（書き下ろし）
- やさぐれぱんだとうさぎとかめ ISBN 978-4-09-408419-1（書き下ろし）
- やさぐれぱんだ3 ISBN 978-4-09-408480-1
- やさぐれぱんだ4
- やさぐれぱんだとたまご

ビッグコミックス
- やさぐれぱんだ ビッグコミックス編 ISBN 978-4091831187

## 関連書籍
- やさぐれぱんだの手帳 ISBN 978-4-09-408327-9（オリジナルタトゥーシール付き）

## 映像作品
やさぐれぱんだ〈白盤〉
2007年7月27日、¥2,800（税別）、ポニーキャニオン、品番: PCBE-52557
収録話：ぱんだ規律／イメージ／プロフィール／続・プロフィール／鳴く／おとこなき／ニホンゴスコシネ／スマイル／ネコ目／顔文字／えかきうた／サラリーマン川柳／風上におけない／サクセス／ぎたい／磯吉／知的／WARNING／コールミー／まちがいさがし／男論／桃太郎／見せて／にがて／食料危機／ぱんだ規律 その2／たれ○○○
やさぐれぱんだ〈黒盤〉
2007年7月27日、¥2,800（税別）、ポニーキャニオン、品番: PCBE.52558
収録話：ぱんだ規律 その3／シンプルプラン／で、ある前に／思惑／にんにん／関西弁／シロクロ／カフカ／そのTV／大予言／ヒーロー論／ライク・ア・ヒューマン／賢者の贈り物／こくられる／ぱんだクッキング／ヘローワーク／虫歯予防／天使論／a sign／バリエーション／オレだって…／本人と一緒／素／エロス／省エネルギー／マーチャンダイズ
やさぐれぱんだ〈金盤〉
2008年3月19日、¥2,800（税別）、ポニーキャニオン、品番: PCBE.52818
収録話：ぱんだ規律 その4／とんちボーイズ／MONKEY MAGIC／BLUE BIRD／関西弁／シロクロ／カフカ／そのTV／大予言／ヒーロー論／ギリギリショット／限界／夜露死苦／縁起物／ぱんだ検定／vocabulury HEAVEN／HOW USE？／reincarnation／キャンプ／想い出／The FLY／桃太郎 [改訂版]／マーチャンダイズ その2
やさぐれぱんだ〈銀盤〉
2008年3月19日、¥2,800（税別）、ポニーキャニオン、品番: PCBE.52819
収録話：ぱんだ規律 その5／かえってきた!とんちボーイズ／ライバル／しあわせの王子／プリティリトルベイビー／グローバル／美味礼賛／タイトル／夢であえたら／ヨガ講座／子孫繁栄／We♥panda／続・ぱんだクッキング／TERROR／男論 その2／アルプス [改訂版]／マーチャンダイズ その3
やさぐれぱんだ〈銅盤〉
非売品、金盤・銀盤購入者応募特典（応募期間終了）、品番: YASAPAN
収録内容：堺雅人インタビュー映像／生瀬勝久専用アングル映像（「ギリギリショット」「縁起物」「続・ぱんだクッキング」）／店頭告知用映像ロングヴァージョン（堺雅人×生瀬勝久×堀部圭亮対談）／「やさぐれぱんだ」＜白盤＞＜黒盤＞ 告知映像／「やさぐれぱんだ」〈金盤〉〈銀盤〉 告知映像
やさぐれぱんだ〈笹盤〉
2011年2月25日、¥2,800（税別）、ポニーキャニオン、品番: PCBE.51705
収録話：return to work／ぱんだ規律 その6／episode 1／SONOKOKORO／BLACK&WHITE／introduce／ 世代交代／i／婚活／イメチェン／KJ -ぱんだ規律その7-／七夕／世界戦略／subtitles／EVOLUTION／コウカンド／DELICIOUS～！！／マーチャンダイズ その4
やさぐれぱんだ〈竹盤〉
2011年2月25日、¥2,800（税別）、ポニーキャニオン、品番: PCBE.51706
収録話：SADAKO／ぱんだ規律 その8／選ばれし者／続・選ばれし者／妹／褒め言葉／ルール／また帰ってきた！とんちボーイズ！／HOW～？／リングの塊／狼論／  御三家／MASK／ギフト／hot blooded／BIG SMALL／比較／マーチャンダイズ その5